# Suppasek Kaikaew
Suppasek Kaikaew (thailändisch สหรัฐ กันยะโรจน์; * 12. Dezember 1986 in Ayutthaya), auch bekannt unter den Namen Pakin Kaikaew oder Ubon Kaikaew, ist ein thailändischer Fußballspieler.

## Karriere

### Verein
Suppasek Kaikaew erlernte das Fußballspielen in der Jugendmannschaft des Erstligisten Chonburi FC. Seinen ersten Vertrag unterschrieb er 2006 beim Ligakonkurrenten Bangkok United in Bangkok. Nach 71 Spielen für United wechselte er 2010 zu seinem Ausbildungsverein Chonburi FC. Bis 2011 stand er hier 13 Mal auf dem Spielfeld. 2012 spielte er ein Jahr für den Erstligisten Wuachon United. 2013 ging er nach Bangkok zurück und schloss sich dem Erstligisten Bangkok Glass an. Für BG stand er 96 Mal auf dem Spielfeld. Zum Erstligaaufsteiger Thai Honda Ladkrabang FC wechselte er 2017. Nachdem Thai Honda nur den 16. Tabellenplatz belegte, stieg der Verein wieder in die Zweite Liga ab. Da er weiterhin erstklassige spielen wollte, ging er 2018 nach Suphan Buri und spielte ein Jahr für den Suphanburi FC. 2019 verpflichtete ihn der Aufsteiger PTT Rayong FC. Nachdem PTT Ende 2019 seinen Rückzug aus der Thai League bekanntgab, verließ er den Verein und wechselte zum ebenfalls in Rayong ansässigen Erstligaaufsteiger Rayong FC. Für den Verein aus Rayong absolvierte er bis Juni 2020 zwei Erstligaspiele. Anfang Juni 2020 wechselte er zum Raj-Pracha FC. Mit dem Verein aus der Hauptstadt spielte er in der dritten Liga, der Thai League 3. Am Ende der Saison wurde er mit Raj-Pracha Vizemeister der Region. In den Aufstiegsspielen zur zweiten Liga belegte man den dritten Platz und stieg somit in die zweite Liga auf. Nach dem Aufstieg verließ er den Verein und wechselte zum Drittligisten Pattaya Dolphins United. Mit den Dolphins aus Pattaya trat er in der Eastern Region an. Am Ende der Saison 2021/22 feierte er mit den Dolphins die Meisterschaft der Eastern Region. In den Aufstiegsspielen zur zweiten Liga konnte man sich nicht durchsetzen. Zu Beginn der Saison 2022/23 unterschrieb er im Juli 2022 einen Vertrag beim Drittligisten Samut Songkhram FC. Mit dem Klub aus Samut Songkhram spielte er achtmal in der Western Region der Liga. Nach der Hinrunde wechselte er im Januar 2023 zum in der North/Eastern Region spielenden Sakon Nakhon FC. Für den Klub aus Sakhon Nakhon bestritt er zwölf Ligaspiele. Im Sommer 2023 ging er in die Eastern Region. Hier schloss er sich dem Pluakdaeng United FC an.

### Nationalmannschaft
2014 kam Suppasek Kaikaew einmal in der thailändischen Nationalmannschaft zum Einsatz. Er spielte in einem Freundschaftsspiel am 10. Oktober 2014 gegen China, das im Wuhan-Sports-Center-Stadion in Wuhan stattfand und 3:0 verloren wurde.

## Erfolge
Chonburi FC
- Thailändischer Pokalsieger: 2010

Bangkok Glass
- Thailändischer Pokalsieger: 2014

Raj-Pracha FC
- Thai League 3 – West: 2020/21 (2. Platz)
- Thai League 3 – National Championship: 2020/21 (3. Platz)  ▲

Pattaya Dolphins United
- Thai League 3 – East: 2021/22